# 2 - 1 - 0 (فلم)
0-1-2 (اتنين واحد صفر) هو فيلم مصري أُصدر في 1 يناير 1974، بطولة صلاح ذو الفقار ونورا وسمير غانم، من تأليف محمد فاضل وعصام المغربي، وإخراج محمد فاضل، وناجي أنجلو.

## القصة
يتناول الفيلم قصتين، الأولى تشمل علوية وهي فتاة جامعية جميلة وذكية تتورط في علاقة مع شاب دون أن تدري، فيما تتمحور القصة الثانية عن موظف يعاني أرقًا دائماً فيدمن الأقراص المنومة.

## الممثلون
- صلاح ذو الفقار
- نورا
- سمير غانم
- يوسف فخر الدين
- سعد أردش
- نعيمة الصغير
- نسرين
- سعيد عبد الله